# Ana Charadse
Ana Charadse (georgisch ანა ხარაძე; russisch Анна Лукьяновна Харадзе; * 17. Novemberjul. / 30. November 1905greg. in Jelisawetpol; † 20. Juni 1977 in Tiflis) war eine sowjetische Botanikerin und Hochschullehrerin georgischer Herkunft.

## Leben
Charadse, Tochter eines Schullehrers für Naturkunde, absolvierte das Technikum Tiflis und studierte dann an der Universität Tiflis in der biologischen Abteilung der Fakultät für Naturwissenschaften mit Abschluss 1927.
Nach dem Studium wurde Charadse Präparatorin im Botanischen Kabinett des Museums Georgiens (jetzt Staatliches Simon-Dschanaschia-Museum Georgiens), wo sie bis 1931 unter der Leitung Boris Konstantinowitsch Schischkins und Jelisaweta Kikodses arbeitete. Daneben begann sie an der Universität Tiflis zunächst als Assistentin und dann als Dozentin zu lehren. Sie beteiligte sich an allen floristischen Expeditionen des Museums und der Georgischen Geographischen Gesellschaft in Swanetien, Chewsuretien und Chewi in der Munizipalität Qasbegi zur Erforschung der Natur im georgischen Hochgebirge. Auch war sie Mitglied im Club der georgischen Alpinisten, die den sowjetischen Alpinismus begründeten und mit denen sie 1933 den Tetnuldi bestieg.
1934 wurde Charadse wissenschaftliche Mitarbeiterin der Abteilung für Pflanzensystematik und Geobotanik des Botanik-Instituts Tiflis der Georgischen Filiale der Akademie der Wissenschaften der UdSSR (AN-SSSR, seit 1991 Russische Akademie der Wissenschaften (RAN)), wo sie unter der Leitung Dmitri Iwanowitsch Sosnowskis und Nikolai Adolfowitsch Buschs zu arbeiten begann. 1938 verteidigte sie ihre Kandidat-Dissertation über die Untersuchung des in Beziehung zur Systematik schwierigen Zyklus der Minuartia imbricata (M.Bieb.) Woronov. Sie veröffentlichte eine wichtige Arbeit zur Systematik der Glockenblumen. 1952 wurde sie Leiterin der Abteilung für Pflanzensystematik und Geobotanik des Botanik-Instituts Tiflis und blieb es bis zu ihrem Tode. Ihre Forschungsschwerpunkte waren die Endemiten, die Xerophilie und die Psychrophilie in der Vegetation.
Charadse war gewählte Abgeordnete im Obersten Sowjet der Georgischen Sozialistischen Sowjetrepublik (1951–1954), Gründungsmitglied der Georgischen Botanischen Gesellschaft, Mitglied des Wissenschaftlichen Rats der Botanischen Allunionsgesellschaft (seit 1952), Mitglied der Allunionskoordinierungskommission der AN-SSSR und Mitglied der Georgischen Geographischen Gesellschaft.

## Ehrungen
- Orden des Roten Banners der Arbeit
- Jubiläumsmedaille „Zum Gedenken an den 100. Geburtstag von Wladimir Iljitsch Lenin“
- Ehrenurkunde des Präsidiums des Obersten Sowjets der Georgischen Sozialistischen Sowjetrepublik
- Kleine Silbermedaille der Ausstellung der Errungenschaften der Volkswirtschaft
- Nach ihr ist die Pflanzengattung Annaea Kolak. 1979 aus der Familie der Glockenblumengewächse (Campanulaceae) benannt.[5]